# فینس
فینس (به اسپانیایی: Fines) دهستانی در استان آلمریای اسپانیا است.
در این دهستان ۲۰۳۲ نفر زندگی می‌کنند. مساحت این دهستان ۲۳ کیلومتر مربع است.